# Haloč
Haloč, ukrajinsky Галоч, maďarsky Gálocs, je obec v Surtské venkovské komunitě, v okrese Užhorod, v Zakarpatské oblasti na Ukrajině. V roce 2025 žilo v Haloči 498 obyvatel, v celé obci pak žilo 1151 obyvatel.

## Místní části
- Haloč
- Batfa
- Pallo

## Historie
Za první čekoslovenské republiky byla obec, pod názvem Galoč, součástí okresu Veľké Kapušany, který byl součástí Země Slovenské.

## Pamětihodnosti
- Stopy po slovanském osídlení z 3.-4. století, ukrajinská archeologická památka celostátního významu[4]

### Církevní stavby
- Reformovaný kostel, z roku 1910
- Cerkev Na přímluvu Panny Marie, z roku 1928